# یوزفوف ناد ویسوان
یوزفوف ناد ویسوان (به لهستانی:  Józefów nad Wisłą) یک روستا در لهستان است که در گمینا یوزفوف ناد ویسوان واقع شده‌است. یوزفوف ناد ویسوان ۱٬۰۲۳ نفر جمعیت دارد.